# 洛桑芳车站
洛桑-芳车站（法語：Gare de Lausanne-Flon）是瑞士洛桑市中心芳区的通勤铁路LEB的洛桑-貝爾謝爾鐵路和洛桑地鐵M1、M2线的换乘车站。该车站也是洛桑第一个使用电力的建筑。随着连接线路的引入和改建，该站进行了多次改建。

## 历史

### 引入地铁之前
从1870年代开始出现了芳车站。1871年开始计划在洛桑市中心的芳，瑞士联邦铁路洛桑车站和萊芒湖畔的烏契之间修建一条纜索鐵路线路--洛桑-烏契地鐵。1882年，芳车站成為洛桑第一座擁有電力供應的建築。1953年洛桑-烏契地鐵電氣化，1959年洛桑-烏契地鐵改為齒軌鐵路。

### 引入地铁之後
1991年為了聯絡洛桑大學城建設洛桑地鐵M1線，實際上是輕軌路線，洛桑地鐵M1線在洛桑一端的起點為洛桑芳車站。2000年洛桑-貝爾謝爾鐵路延伸至本站，成為該線新的終點站。2006年洛桑-烏契地鐵並進行改造，2008年改造完工後，作為洛桑地鐵M2線通車。